# ان‌بی‌ای ۲کی۱۶
«ان‌بی‌ای ۲کی۱۶» (انگلیسی: NBA 2K16) یک بازی ویدئویی در سبک بازی ورزشی است که توسط ۲کا اسپرتز برای پلت‌فرم‌های مایکروسافت ویندوز، اکس‌باکس ۳۶۰، اکس‌باکس وان، پلی‌استیشن ۳، و پلی‌استیشن ۴ منتشر شده‌است.